# Érdemkereszt (Ausztria–Magyarország)
Az Érdemkeresztet (németül: Zivil-Verdienstkreuz) I. Ferenc József császár alapította 1849. december 2-án a kiváló érdemek jutalmazására az alacsonyabb polgári és tiszti állomány részére. A magasabb udvari körök és családtagjai, valamint a főtiszti kar számára pedig a Ferenc József-rendet.
Az Érdemkeresztet négy fokozatba sorolva alapították eredetileg:
- Koronás Arany Érdemkereszt (Goldenes Verdienstkreuz mit der Krone)
- Arany Érdemkereszt (Goldenes Verdienstkreuz)
- Koronás Ezüst Érdemkereszt (Silbernes Verdienstkreuz mit der Krone)
- Ezüst Érdemkereszt (Silbernes Verdienstkreuz)

Az első adományozásra 1850. február 16-án került sor. A kitüntetést olyan katonai és polgári személyeknek lehet adományozni, akik tanúbizonyságot tettek feltétlen hűségükről az uralkodó iránt, illetve részt vettek az 1848–49-es szabadságmozgalmak leverésében. Az adományozottak száma meghaladta a 100 000 főt.
A kitüntetés szalagja az alapításkor egységesen középpiros színű háromszögletű mellszalag volt. A kitüntetés arany fokozatai valóban 16-18 karátos (666-750) finomságú aranyból, fehér és vörös zománcozással készültek. Ezüst fokozatait vörös zománcozással 800 ‰ finomságú ezüstből készítették.
Az első módosítás és kiegészítés 1914. szeptember 20-án történt, amikor bevezették a hadiszalagos adományozást.
1916. április 1-jén az uralkodó további két fokozattal bővítette a kitüntetést, a haderő legénységi állománya számára:
- Koronás Vas Érdemkereszt (Eisernes Verdienstkreuz mit der Krone)
- Vas Érdemkereszt (Eisernes Verdienstkreuz)

A rozsdamentes vasból készült kitüntetéseket 1916. május 11-én adományozták első alkalommal.
1916. december 13-án kelt módosító rendelettel IV. Károly császár lehetővé tette a „hadiszalagon, kardokkal” elnevezésű adományozást. A szalagon elhelyezett két, keresztbe fektetett aranyozott kard a harci cselekmények során véghezvitt hősies magatartás elismerését tanúsította.
1917. szeptember 26-án engedélyezték, hogy a Vas Érdemkeresztet minden olyan személy megkaphatja, aki 1867-ben önkéntes katonai szolgálatba lépett. Az 1918. augusztus 1-én kelt módosító rendelet alapján ez az 1865-ben és 1866-ban katonai szolgálatba lépett önkéntesekre is kiterjesztették.
Az Osztrák–Magyar Monarchia felbomlásával e kitüntetések adományozása megszűnt, de a Magyar Királyságban továbbra is engedélyezték viselésüket egészen 1945 áprilisáig.

## Leírása
A kitüntetés keresztje 6 mm átmérőjű, erősen ívelt szárú arany vagy aranyozott bronz kereszt. A szárakat áttetsző piros zománccal díszítettek. A szárakat 22 mm átmérőjű díszített lapka fogja össze. Szélén 1 mm széles, kiemelt gyűrű látható, majd 3 mm széles, lapos, fehérzománcos gyűrű VIRIBUS UNITIS körirattal, a betűk között ovális díszekkel. A felső szélén stilizált kézfogás látható.
A 12 mm átmérőjű, 1 mm széles, kiemelt gyűrűvel határolt, fehérzománcos középrészben kiemelve, FJ monogram. A felső szár élére, két keresztbe futó, 2 mm széles szalag fekszik fel. Ezekhez kapcsolódik a kereszt, csuklósan, csapszeg segítségével a 15 mm széles, 20 mm magas császári koronához. A korona áttört, benne piros zománcdíszes betéttel. Tetején kereszttel díszített gömb, amely az oldalt fűzhető szalagtartó gyűrűt fogadja be.
Hátlapján 12 mm átmérőjű fehérzománcos lapkán az 1849 évszám olvasható. A lapka határoló vonaláig tart a szárak piros zománcdíszítése, így a szárakat összefogó középrész négy cikkre oszlik, rajta gyűrűfarkú pontozásos díszítéssel. A korona és a tartószalagja az előlappal megegyező képet mutat.